# Conchocarpus oppositifolius
Conchocarpus oppositifolius är en vinruteväxtart som beskrevs av J. A. Kallunki. Conchocarpus oppositifolius ingår i släktet Conchocarpus och familjen vinruteväxter. Inga underarter finns listade i Catalogue of Life.